# Guinea ai Giochi della XXXIII Olimpiade
La Guinea ha partecipato ai Giochi della XXXIII Olimpiade, svoltisi a Parigi dal 26 luglio all'11 agosto 2024, con una delegazione di 24 atleti, 19 uomini e 5 donne in 5 discipline.

## Delegazione
| Sport            | Uomini | Donne | Totale |
| ---------------- | ------ | ----- | ------ |
| Atletica leggera | 0      | 1     | 1      |
| Calcio           | 18     | 0     | 18     |
| Judo             | 0      | 2     | 2      |
| Nuoto            | 1      | 1     | 2      |
| Tiro con l'arco  | 0      | 1     | 1      |
| Totale           | 19     | 5     | 24     |